# Cryptophagus latus
Cryptophagus latus là một loài bọ cánh cứng trong họ Cryptophagidae. Loài này được Grimmer miêu tả khoa học năm 1841.